# Turistická značená trasa 5630
 Turistická značená trasa č. 5630 měří 13,9 km a spojuje město Turčianské Teplice (žst.) a sedlo Flochovej v pohoří Kremnické vrchy na Slovensku.

## Průběh trasy
Trasa začíná u železniční stanice v Turčianských Teplicích, prochází městem k jihovýchodu a v obci Dolná Štubňa vstupuje do pohoří Velké Fatry. Podcháí pod strážnou horou stoupáním do obce Čremošné, odkud sklesá odlesněným terénem po zpevněné cestě do údolí říčky Teplice. Tady opouští Velkou Fatru a pokračuje stoupáním Kremnickými vrchy na jejich nejvyšší bod, vrchol hory Flochové. V závěru ještě sestoupí do sedla pod vrcholem.e
| Km   | Místo                       | Navazující a křižující trasy | Souřadnice                       | Nadm. výška  |
| ---- | --------------------------- | ---------------------------- | -------------------------------- | ------------ |
| 0    | Turčianské Teplice          | 8630                         | 48°51′45″ s. š., 18°51′14″ v. d. | 506 m n. m.  |
| 2,2  | rozcestí Lesopark Bor       |                              | 48°51′3″ s. š., 18°52′ v. d.     | 550 m n. m.  |
| 7,3  | rozcestí Čierná voda, chaty |                              | 48°50′28″ s. š., 18°55′24″ v. d. | 618 m n. m.  |
| 11,2 | rozcestí Ležisko            |                              | 48°49′0″ s. š., 18°57′20″ v. d.  | 930 m n. m.  |
| 12,9 | Flochová                    |                              | 48°48′25″ s. š., 18°58′20″ v. d. | 1316 m n. m. |
| 13,9 | sedlo Flochovej             | 0801, 2734                   | 48°48′19″ s. š., 18°59′3″ v. d.  | 1297 m n. m. |

## Galerie

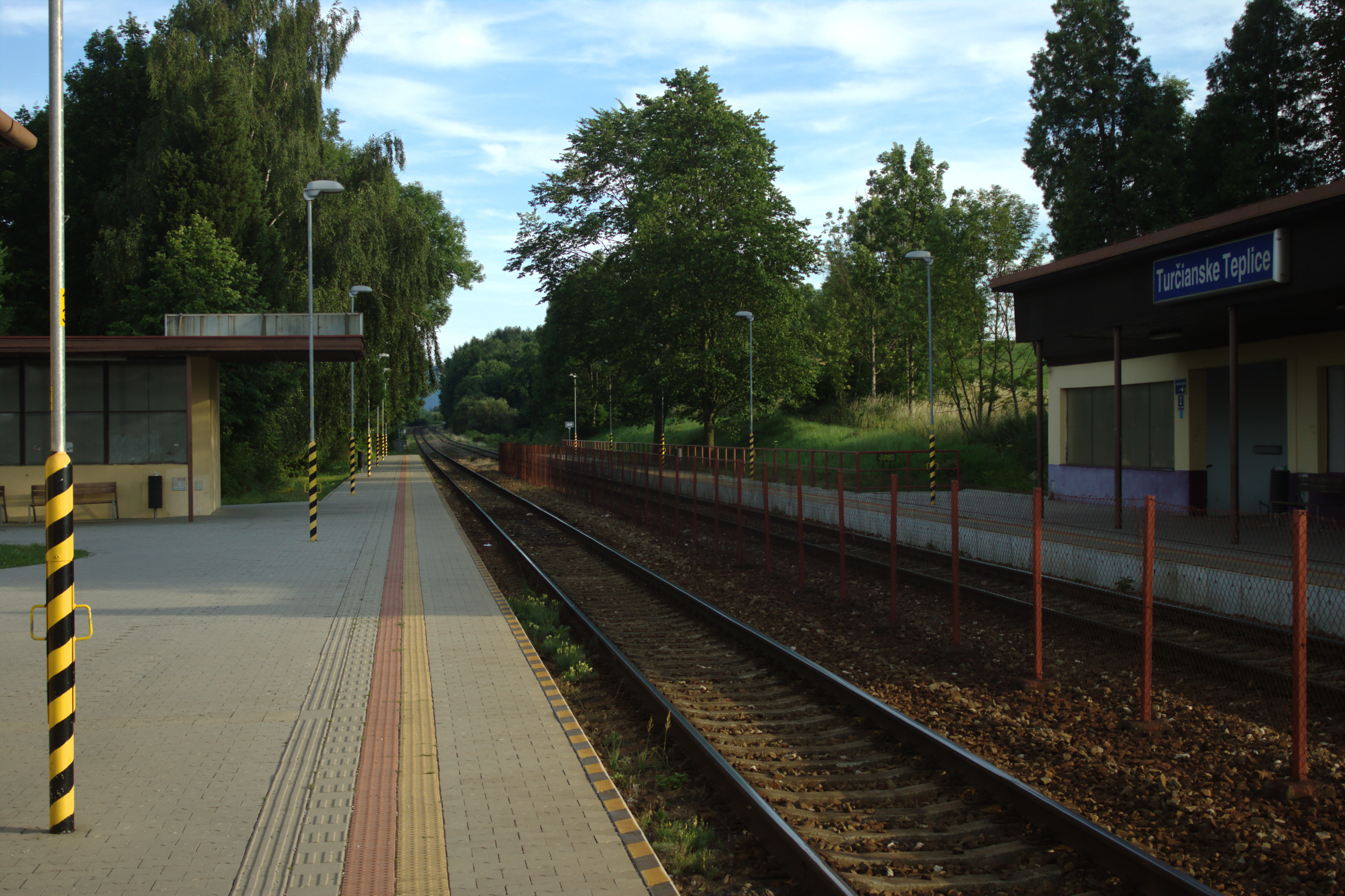
Žst. Turčianské Teplice